# 假柿木姜子
假柿木姜子（学名：Litsea monopetala）为樟科木姜子属下的一个种。